# Ginivara, Sagar
Ginivara là một làng thuộc tehsil Sagar, huyện Shimoga, bang Karnataka, Ấn Độ.